# Amano Miszaki
Amano Miszaki (天野 実咲; Hepburn: Amano Misaki) (Gifu prefektúra, 1985. április 22. –) japán válogatott labdarúgó.

## Klub
A labdarúgást a TEPCO Mareeze csapatában kezdte. 2008 és 2011 között a TEPCO Mareeze csapatában játszott. 2012-ben a Vegalta Sendai csapatához szerződött. 2013-ban vonult vissza.

## Nemzeti válogatott
A japán válogatott tagjaként részt vett a 2007-es világbajnokságon.